# Humanismo secular
O humanismo secular é uma postura filosófica (alternativamente conhecido por alguns adeptos como "Humanismo", especificamente com H maiúsculo para distingui-la de outras formas de humanismo) que abraça a razão humana, a ética, a justiça social e o naturalismo filosófico, rejeita especificamente dogmas religiosos, o sobrenatural, pseudociência ou superstições como a base da moralidade e de tomada de decisão.
Ele postula que os seres humanos são capazes de ser éticos e morais sem religião ou sem um deus. Isso não significa, no entanto, supor que os seres humanos são inerentemente maus ou bons por natureza, nem que os seres humanos são superiores à natureza. Pelo contrário, a postura de vida humanista enfatiza a responsabilidade única que a humanidade enfrenta e as consequências éticas das decisões humanas. Fundamental para o conceito de humanismo secular é o ponto de vista fortemente defendido de que a ideologia, seja ela religiosa ou política, tem de ser cuidadosamente examinada por cada indivíduo e não simplesmente aceita ou rejeitada na fé. Junto com isso, uma parte essencial do humanismo secular é uma busca contínua da verdade, principalmente através da ciência e da filosofia. Humanistas derivam seus códigos morais de uma filosofia do utilitarismo, naturalismo ético ou ética evolucionista, e alguns defendem uma ciência da moralidade.
A União Internacional Humanista e Ética (IHEU) é a união mundial de mais de cem humanistas, racionalistas, sem religião, ateus, Brights (grupo que concede bolsas estudantis nos EUA), Cultura, Ética Secular e organizações free-thought em mais de 40 países. O "Happy Human" é o símbolo oficial do IHEU, além de ser considerado um símbolo universalmente reconhecido por aqueles que se dizem humanistas. A primeira instituição no Brasil a adotar oficialmente o "Human Happy" foi a Organização Humanista Internacional. As organizações humanistas seculares são encontradas em todas as partes do mundo. Aqueles que se dizem humanistas são estimados em número entre quatro e cinco milhões de pessoas em todo o mundo. No Brasil, a Organização Humanista Internacional foi a primeira comunidade humanista a adotar elementos institucionais semelhantes às organizações americanas e britânicas, onde o trabalho social, a filantropia, o desenvolvimento de projetos sociais e a proximidade com a comunidade são atividades tão importantes quanto o desenvolvimento e estudos filosóficos mais avançados, solidificando-se assim como uma instituição democrática e acessível a toda sociedade.
O humanismo secular, também conhecido por humanismo laico, é um termo que tem sido usado nos últimos trinta anos para descrever uma visão de mundo com os seguintes pilares:
- Uso da razão, da filosofia, do método científico e da evidência factual em lugar de fé ou de misticismo, na busca de soluções e respostas para as questões humanas mais importantes.
- Compreensão de que dogmas, ideologias e tradições religiosas, políticas ou sociais devem ser discutidos, avaliados e testados, e não simplesmente aceitos por questão de paixão ou fé.
- Busca da satisfação, do desenvolvimento e da criatividade, para o indivíduo e para a humanidade em geral.
- Preocupação com a vida real e o compromisso de dotá-la de propósito através de um melhor conhecimento de quem somos, de nossa história, das nossas conquistas intelectuais e artísticas e pelo interesse acerca das perspectivas daqueles que diferem de nós.
- Busca por princípios viáveis de conduta ética (tanto individuais quanto sociais e políticas), julgando-os por sua capacidade de melhorar o bem-estar humano e a responsabilidade individual.
- Busca constante pelo melhor entendimento do mundo, levando em consideração que o conhecimento acerca da realidade é dificilmente preenchido, pois este pode ser ampliado através de novas experiências.
- Entendimento de que com o uso da razão e do exercício da empatia e tolerância pode-se progredir na construção de um mundo melhor.

## Os humanistas seculares são ateus?
Os humanistas seculares tipicamente descrevem-se como ateus, agnósticos, deístas ou ignósticos, posto que não se apoiam em deuses ou outras forças sobrenaturais para resolver seus problemas ou oferecer orientação para suas condutas.
Em vez disso, valem-se da aplicação da razão, da ciência, das lições da história e da experiência pessoal para formar fundamentos morais e éticos e para criar sentido na vida.
Humanistas Seculares veem o método científico como a mais confiável fonte de informação sobre o universo. Reconhecem, porém, que novas descobertas sempre estarão alterando e expandindo nossa compreensão deste, e possivelmente mudarão também nossa abordagem de assuntos éticos.
Muitos Humanistas Seculares afirmam ter chegado a essa posição após um período de deísmo.

## Como os humanistas seculares veem as alegações religiosas e sobrenaturais?
Os humanistas seculares seguem uma perspectiva chamada de naturalismo, na qual as leis físicas do universo não são subordinadas a entidades imateriais ou sobrenaturais, como deuses, demónios ou outros seres "espirituais" fora do domínio do universo natural e veem com alto grau de desconfiança eventos sobrenaturais como milagres (que contradizem as leis físicas) e fenómenos parapsíquicos (percepção extra-sensorial, telepatia, vidência etc.).
Para os Humanistas Seculares, alegações sobrenaturais devem ser provadas com uso do método científico antes de serem aceitas. Relatos individuais ou imprecisos de milagres ou fenómenos sobrenaturais são rejeitados pelos humanistas seculares por não serem aceitos pelo método científico.

## Origem do humanismo secular
O humanismo secular, enquanto um sistema filosófico organizado, é relativamente recente, mas os seus fundamentos podem ser encontrados nas ideias de filósofos gregos clássicos como os estoicos e epicurianos, e traços no confucionismo chinês. Estas posições filosóficas buscam nos próprios seres humanos — e não em deuses — as soluções para os problemas da humanidade.
Durante a Idade das Trevas da Europa Ocidental, as filosofias humanistas foram suprimidas pelo poder político da igreja. Aqueles que ousavam expressar opiniões contrárias aos dogmas religiosos dominantes eram banidos, torturados ou executados.
Foi apenas na Renascença entre os séculos XIV e XVII, com o desenvolvimento da arte, música, literatura, filosofia e as grandes navegações, que a alternativa humanista passou a ser permitida.
Durante o iluminismo do século XVIII, com o desenvolvimento da ciência, os filósofos finalmente começaram a criticar abertamente a autoridade da igreja e a envolver-se no que se tornou conhecido como "Livre-Pensamento".
O movimento livre-pensador do século XIX na América do Norte e Europa Ocidental finalmente tornou possível para o cidadão comum a rejeição da fé cega e da superstição, sem o risco de perseguição.
A influência da ciência e da tecnologia, conjuntamente com os desafios à ortodoxia religiosa por célebres livres-pensadores como Mark Twain e Robert G. Ingersoll, trouxeram elementos da filosofia humanista até mesmo para igrejas cristãs tradicionais, que se tornaram mais preocupadas com este mundo, e menos com o "próximo".
No século XX, cientistas, filósofos e teólogos progressistas começaram a organizar-se num esforço para promover a alternativa humanista às tradicionais perspectivas baseadas na fé. Esses primeiros organizadores classificaram o Humanismo como uma "religião não teísta", que preencheria a necessidade humana de um sistema ético e filosófico.
Nos últimos trinta anos, aqueles que rejeitam o sobrenaturalismo enquanto opção filosófica viável adotaram o termo "Humanismo secular" para descrever sua postura de vida não religiosa.
Os humanistas seculares mantêm que assuntos referentes a ética, conduta social e legal adequadas, e metodologia da ciência são filosóficos e não pertencem ao domínio da religião, que lida com o sobrenatural, místico e transcendente.
O humanismo secular, consequentemente, é uma filosofia e perspectiva que se concentra nos assuntos humanos e emprega métodos racionais e científicos para lidar com a larga variedade de assuntos importantes para todos nós. Ao mesmo tempo que o humanismo secular é adverso aos sistemas religiosos baseados em fé em muitos pontos, ele se dedica ao desenvolvimento do indivíduo e da humanidade em geral.
Para alcançar esta meta, o humanismo secular encoraja a dedicação a um conjunto de princípios que promovem o desenvolvimento da tolerância e compaixão e uma compreensão dos métodos da ciência, análise crítica e reflexão filosófica.

## Humanistas seculares famosos
O humanismo secular é organizado em movimento, associação ou organização em um período relativamente novo. Porém, os seus fundamentos e sua base Iluminista pode ser encontrado na filosofia grega. Por isso, muitas pessoas do passado podem ser consideradas humanistas seculares sem que tenham assumido publicamente essa corrente de pensamento.
A organização não governamental norte-americana Council for Secular Humanism aponta uma lista de humanistas seculares notórios ao longo da história:
- Voltaire
- Giordano Bruno
- Robert Green Ingersoll
- Matilda Joslyn Gage
- Thomas Paine
- David Hume
- Frances Wright

Outras organizações humanistas apontam as seguintes pessoas como humanistas seculares:
- Carl Sagan, Frank Zappa, Gene Roddenberry, Christopher Hitchens, Sam Harris, Bertrand Russell, Richard Dawkins, Arthur C. Clarke, Charles Schulz, Kurt Vonnegut, Andrei Sakharov, Steve Allen, Jeremy Bentham, Daniel Dennett, Sanal Edamaruku, Julian Huxley, John Stuart Mill, Isaac Asimov

Humanistas contemporâneos e notórios: 
- Drauzio Varella, Herbert de Souza, John Lennon, Gianozzo Manetti, Marsílio Ficino, Erasmo de Roterdão, Guilherme de Ockham, Carlos Bernardo González Pecotche, Francesco Petrarca, François Rabelais, Pico de La Mirandola, Thomas Morus, Andrea Alciati, Auguste Comte.